# Pomnik Germanii w Stargardzie
Pomnik Germanii (Kriegerdenkmal t. j. pomnik żołnierzy – w domyśle: pomnik poległych żołenirzy niemieckich) – nieistniejący pomnik w Stargardzie (Stargard in Pommern) znajdujący się w centralnej części Rynku Staromiejskiego.
Pomnik odsłonięty w listopadzie 1874 upamiętniał zwycięstwo Prus pod Sedanem w 1870. Został w całości sfinansowanych z francuskich reparacji wojennych. Przedstawiał kobietę Germanię – personifikację Niemiec przyodzianą w zbroję, przykrytą płaszczem z koroną na głowie, w prawej ręce dzierżyła wieniec laurowy – symbol zwycięstwa. Cokół na którym znajdował się pomnik otaczały cztery gryfy pomorskie. W okresie 1917–1919 monument otaczały dwie zdobyczne armaty. 
Pomnik został usunięty przez narodowych socjalistów w 1934, a w jego miejsce miał powstać pomnik Adolfa Hitlera. Zamysł ten nie został zrealizowany.
W 2009 w czasie prac remontowych na płycie Rynku odkryto pozostałości po cokole pomnika.